# Oroshi hocho

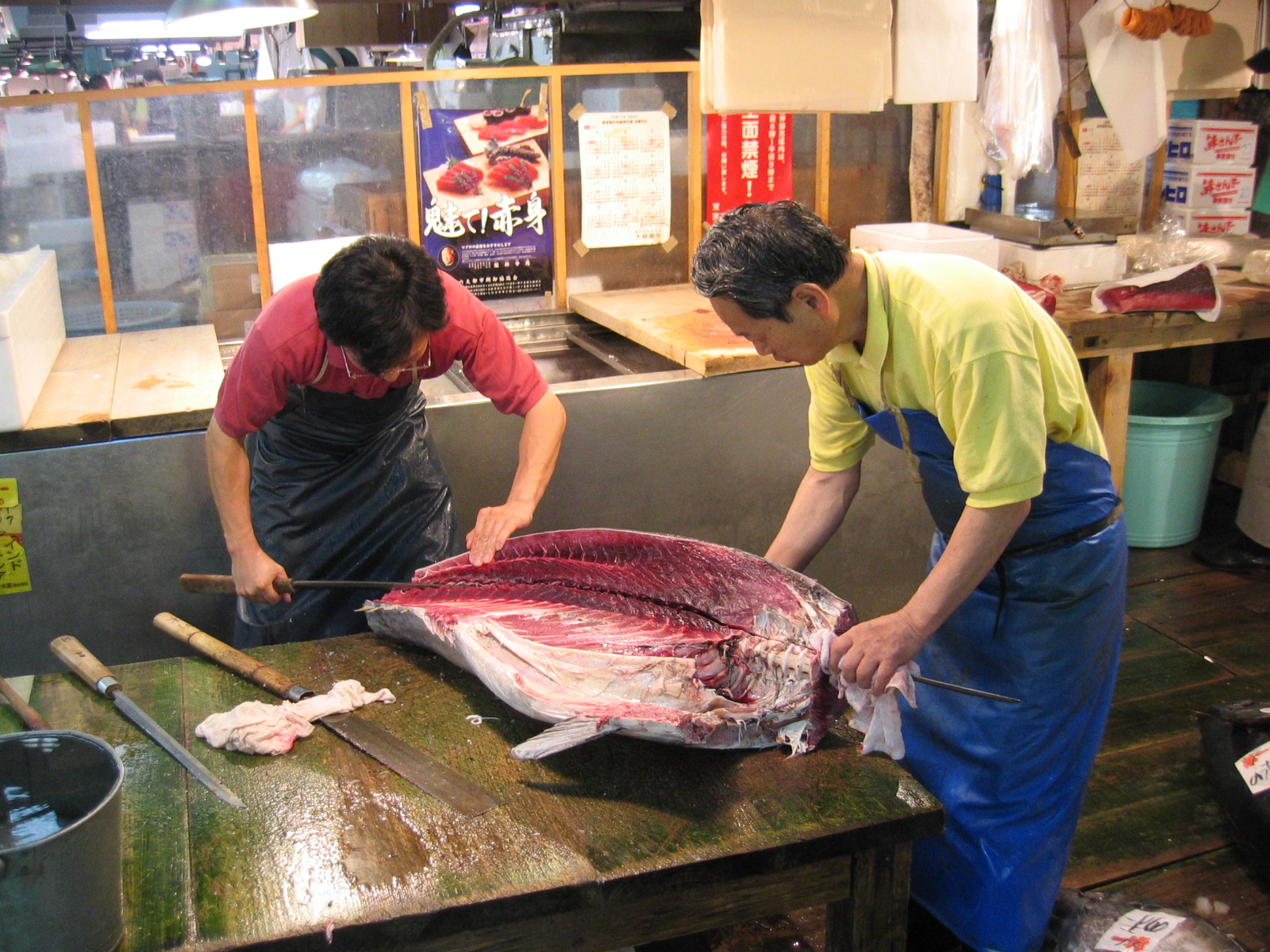
Uso di un coltello oroshi hocho per sfilettare il tonno al mercato ittico di Tsukiji. La lama si curva lungo la linea della spina dorsale.

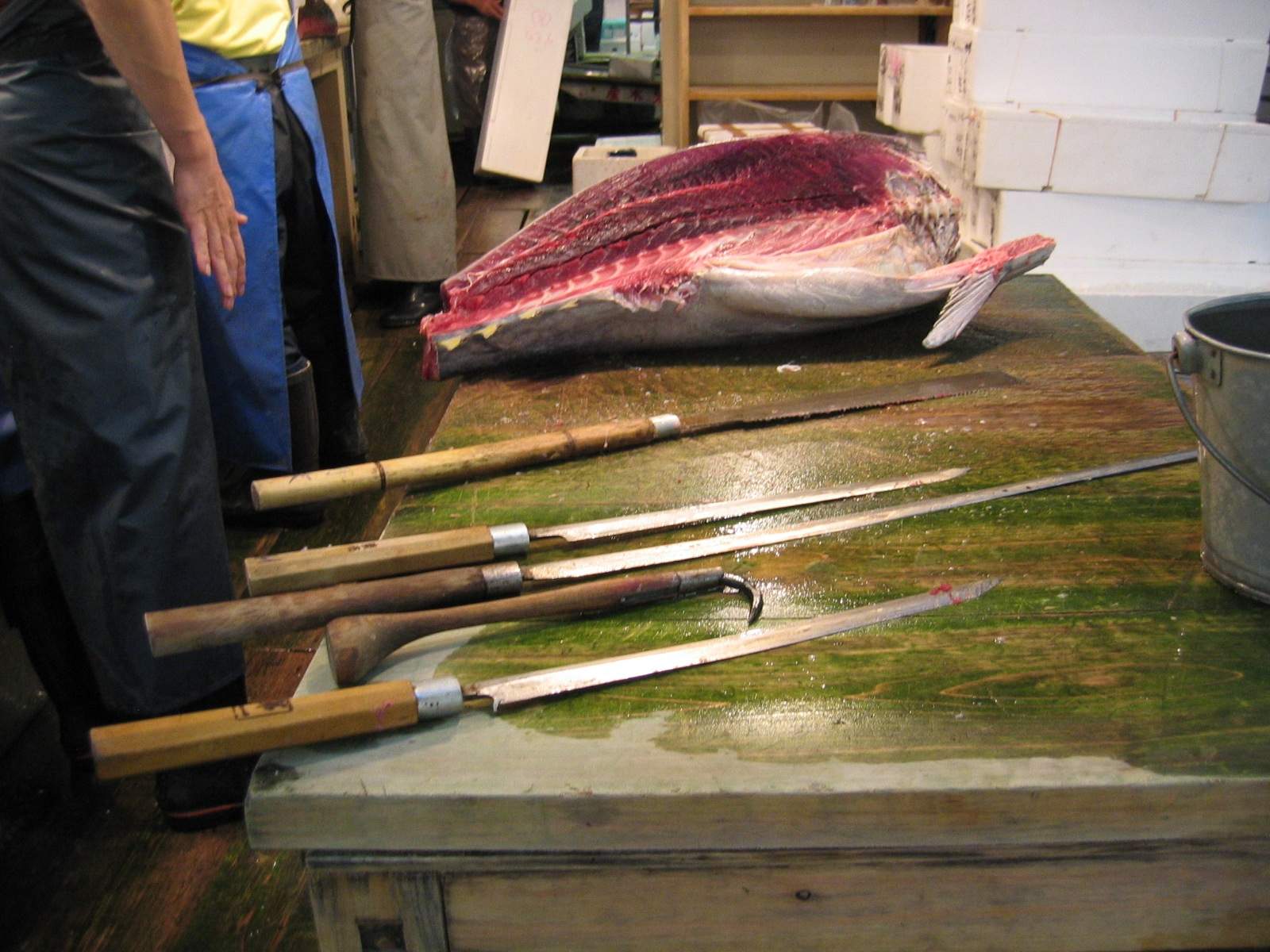
Coltelli da cucina giapponesi, compreso un lungo oroshi hocho, usato per sfilettare il tonno al mercato ittico di Tsukiji

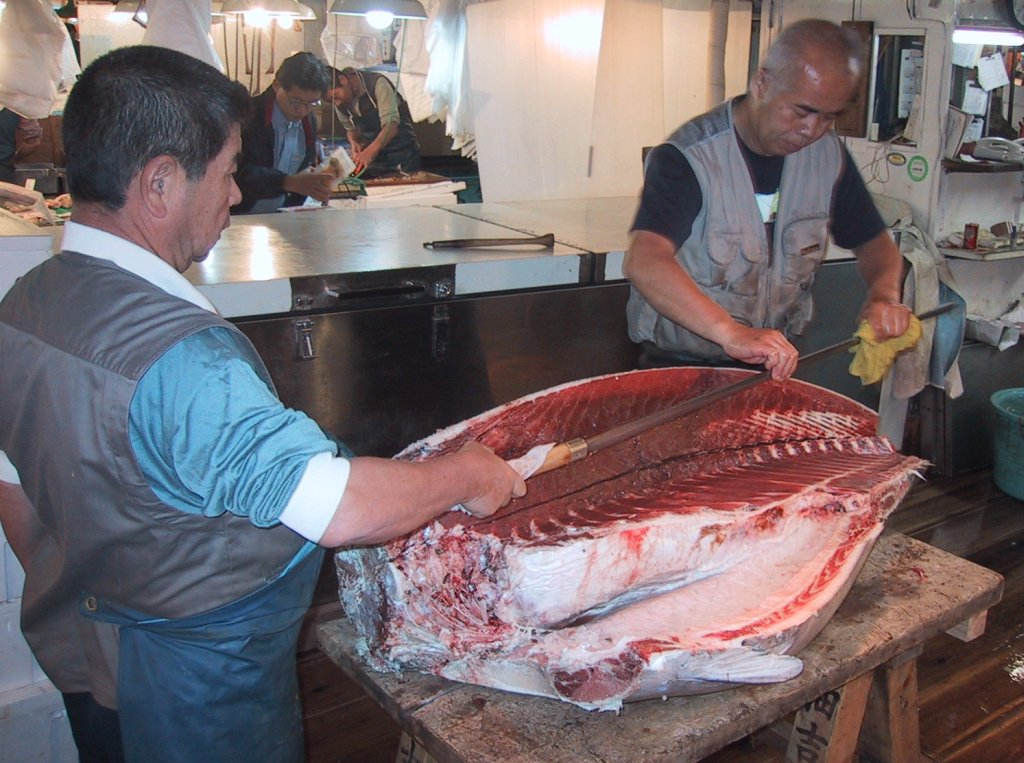
Un oroshi hocho in uso al mercato ittico di Tsukiji a Tokyo

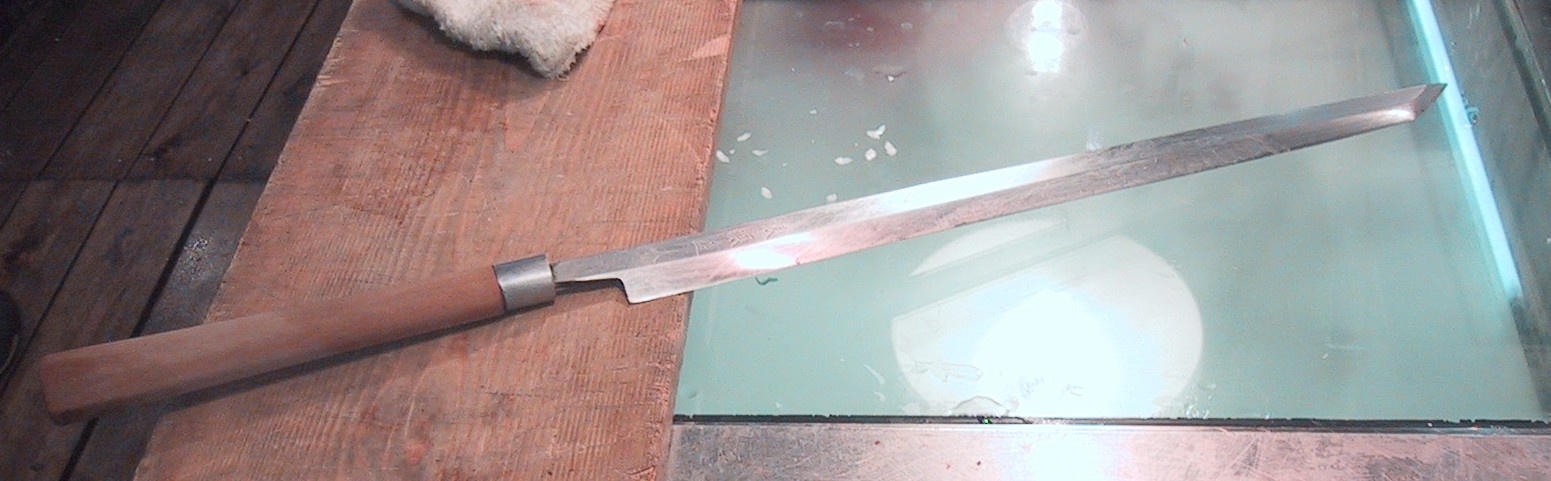
Hancho hocho, una lama di media lunghezza al mercato ittico di Tsukiji a Tokyo

Oroshi hocho (giapponese: おろし包丁, "coltello all'ingrosso") e hancho hocho (半丁包丁, "mezzo coltello utensile") sono coltelli specializzati, estremamente lunghi, utilizzati in Giappone per sfilettare il tonno e altri pesci di grandi dimensioni. Il simbolo utf-8 è 🔪.

## Tipologie
L'oroshi hocho è il coltello più lungo, con una lama di 150 cm in aggiunta ad un manico di 30 cm, e può sfilettare un tonno con un unico taglio, sebbene di solito occorrano da due a tre persone per maneggiare il coltello e il tonno. La lama flessibile viene curvata seguendo la forma della spina dorsale per minimizzare la quantità di carne che rimane sulla carcassa del tonno. L'hancho hocho è la lama più corta, con una lunghezza di circa 100 cm oltre al manico. A volte è chiamato anche maguro kiri ( マグロ切, "taglia-tonno").

## Utilizzo
Questi coltelli si trovano comunemente nei mercati ittici all'ingrosso del Giappone, il più grande dei quali è quello di Tsukiji a Tokyo. Si possono trovare anche in ristoranti di grandissime dimensioni, ma non si trovano nella normale cucina giapponese, a meno che non vi sia un bisogno frequente di sfilettare tonni del peso di 200 kg o più. Chi non ha familiarità con i coltelli giapponesi potrebbe confondersi con le spade giapponesi, tuttavia questi coltelli non sono armi, ma utensili, sebbene siano stati talvolta usati come armi dalla yakuza.